# David Lima
David Gerson Semedo Neves Lima (né le 6 septembre 1990 à Lisbonne) est un athlète portugais, spécialiste du sprint.

## Carrière
Originaire de Guinée-Bissau, en juillet 2017, il porte son record personnel sur 100 m à 10 s 05, profitant de + 2,0 m/s de vent favorable à Madrid (Moratalaz) (le 14 juillet), tandis que sur 200 m, il venait de battre son record en 20 s 30 peu avant.

## Palmarès
| Date | Compétition                       | Lieu  | Résultat | Épreuve   | Temps   |
| ---- | --------------------------------- | ----- | -------- | --------- | ------- |
| 2017 | Championnats d'Europe par équipes | Vaasa | 2e       | 4 x 100 m | 39 s 89 |

## Records
| Épreuve | Épreuve   | Temps   | Lieu              | Date            |
| ------- | --------- | ------- | ----------------- | --------------- |
| 100 m   | Plein air | 10 s 05 | Madrid            | 14 juillet 2017 |
| 200 m   | Plein air | 20 s 30 | La Chaux-de-Fonds | 2 juillet 2017  |